# Morska vetrna turbina
Morska ali odobalna vetrna turbina (ang. Offshore wind turbine) je vetrna turbina, ki je nameščena na morju (od obale). Veter na morju po navadi piha močneje in bolj predvidljivo kot na kopnem, zato so faktorji kapacitivnosti večji, so pa večji tudi stroški izgradnjev primerjavi s kopenskimi.
Ob koncu leta 2012 je bilo nameščenih 1662 turbin v 55 vetrnih park v 10 Evropskih državah. Skupaj generirajo elektriko za okrog 5 milijonov gospodinjstev. Ob koncu junija 2013 je bilo v Evropi nameščenih 6040 MW kapacitet. Do leta 2020 naj bi bilo na vsem svetu nameščeno okrog 75 GW (75 000MW) odobalnih turbin. Ob koncu leta 2013 bil vetrni park London Array s 630 MW največji na svetu. Planira se 9000 MW velik vetrni park Dogger Bank,
Glavna izdelovalca odobalnih vetrnih turbin sta bila Siemens in Vestas, ki skupaj nadzorujeta okrog 90 % trga.